# Yachimata
Yachimata (八街市, Yachimata-shi) est une ville de la préfecture de Chiba, au Japon.

## Géographie

### Situation
Yachimata est situé dans la partie centrale de la préfecture de Chiba, à environ 20 kilomètres à l'est de la ville de Chiba.

### Démographie
En 2011, la population de la ville de Yachimata était de 73 118 habitants pour une superficie de 74,87 km2. Elle était de 67 842 habitants en mai 2022.

### Municipalités limitrophes
| Sakura | Shisui    | Tomisato |
| Sakura | Yachimata | Sanmu    |
| Chiba  | Tōgane    | Tōgane   |

### Climat
Yachimata a un climat subtropical humide caractérisé par des étés chauds et des hivers frais avec peu ou pas de chutes de neige. La température moyenne annuelle à Yachimata est de 14,9 °C. La pluviométrie annuelle moyenne est de 1 503 mm, septembre étant le mois le plus humide.

## Histoire
Yachimata faisait partie d'une région d'élevage de chevaux sous le contrôle direct du shogunat Tokugawa à l'époque d'Edo. Le village moderne de Yachimata est créé le 1er avril 1889 et est élevé au statut de bourg le 1er janvier 1919. Yachimata s'agrandit en 1954 grâce à l'annexion d'une partie du village voisin de Hyuga et en fusionnant avec le village de Kawakami. Yachimata obtient le statut de ville le 1er avril 1992.

## Économie
La ville de Yachimata produit de l'arachide.

## Transports
Yachimata est desservie par les routes nationales 126 et 409.
La ville est desservie par la ligne Sōbu de la JR East. La gare de Yachimata est la principale gare de la ville.